# Dechen Shak-Dagsay
Pour les articles homonymes, voir Dechen.
Dechen Shak-Dagsay, née  en 1959 à Katmandou, Népal, est une chanteuse suisse née de parents tibétains.

## Biographie
Son père, Dagsay Rinpoché (ou Dagsay Tulku Rinpoché) s'est enfui, du Tibet avec son épouse en 1959 après le soulèvement tibétain de 1959, échappant aux mauvais traitements infligés aux moines tibétains par l'armée chinoise. En 1963, Dechen Shak-Dagsay, fille aînée de la famille née en Inde, et ses parents se réfugient en Suisse, pays ayant recueilli vers cette époque environ un millier de réfugiés tibétains. Sa famille étant préoccupée par la conservation de la culture tibétaine, Dechen Shak-Dagsay étudie la danse et la musique tibétaine pendant son enfance et son adolescence.
Après avoir travaillé comme cadre supérieur de marketing à Zurich, elle fait ses débuts dans la musique en 1989 avec le maxi-single Bodhicitta pour lequel elle collabore avec le musicien suisse Roger Dupont et qui est enregistré en 1993. Elle travaille ensuite sur le film Little Buddha de Bernardo Bertolucci à Londres. Son premier album Dewa Che, est sorti en 1999, en 2002, elle a réalisé son deuxième album, Shi De, a call for worldpeace, et 2004 son troisième CD Dcham Sem.
En 2002, elle est engagée par PolyglobeMusic Austria et en 2004 par New Earth Records pour la distribution de ses disques en Amérique du Nord. En 2005, elle abandonne son travail pour se dédier entièrement à la musique.
Elle est mariée avec le Dr. Kalsang Thutop Shak, ils ont eu deux enfants.

## Discographie
- 1999 : Dewa Che: The Universal Healing Power of Tibetan Mantras
- 2002 : Shi De: A Call For World Peace
- 2004 : Dcham Sem. Inner peace through the power of compassion
- 2006 – Tara Devi. Inner journey toward ultimate happyness.
- 2007 – Spirit of Compassion. The power of tibetan mantras – The Best of.
- 2009 – A Call for Worldpeace. A Two Track Live Recording
- 2009 – Dechen Shak-Dagsay & Andreas Vollenweider. Single
- 2009 – Bodhicitta. Single
- 2009 : Beyond. Buddhist and Christian Prayers. Tina Turner avec Dechen Shak-Dagsay et Regula Curti
- 2010 – Jewel
- 2011 – Children Beyond. Tina Turner avec Dechen Shak-Dagsay et Regula Curti
- 2014 – Love Within – Beyond. Tina Turner avec Dechen Shak-Dagsay, Regula Curti et Sawani Shende-Sathaye
- 2015 – Day Tomorrow